# كأس الغارفي 2012
كأس الغارفي 2012 هو الموسم 19 من كأس الغارفي. أقيم خلال الفترة 29 فبراير 2012 وحتى 7 مارس 2012، وكان عدد الأندية المشاركة فيه 12، وفاز فيه منتخب ألمانيا لكرة القدم للسيدات.